# 1947 en musique
| \| • Retour à la chronologie générale de la musique populaire • \| |
| XXIe siècle • XXe siècle • XIXe siècle • XVIIIe siècle XVIIe siècle • XVIe siècle • XVe siècle • XIVe siècle XIIIe siècle • XIIe siècle • XIe siècle • Xe siècle IXe siècle • VIIIe siècle • Haut Moyen Âge • Rome • Grèce |
| • Retour à la chronologie générale de la musique populaire • |

| • Retour à la chronologie générale de la musique populaire • |

| Années de la musique populaire : 1944 - 1945 - 1946 - 1947 - 1948 - 1949 - 1950    |
| Décennies de la musique populaire : 1910 - 1920 - 1930 - 1940 - 1950 - 1960 - 1970 |

Cet article présente les faits marquants de l'année 1947 en musique.

## Évènements
- 11 avril : Ouverture à Paris du Tabou, cave existentialiste. Boris Vian y joue de la trompette à partir de juin.
- 16 août : C'est si bon du compositeur Henri Betti et du parolier André Hornez est déclarée à la Sacem. La chanson deviendra un standard de jazz à partir des années 1950.
- Thelonious Monk compose In Walked Bud, standard de jazz.

## Principaux albums de l'année

### États-Unis
- 24 octobre : Ruby my Dear, enregistrement de Thelonious Monk.

## Naissances
- 8 janvier : David Bowie, chanteur, musicien et acteur britannique († 10 janvier 2016).
- 21 janvier : Michel Jonasz, chanteur et acteur français.
- 26 janvier : Michel Sardou, auteur-compositeur-interprète français.
- 1er février : Mike Brant, chanteur et compositeur israélien († 25 avril 1975).
- 2 mars : Jean-Guy Fechner, chanteur et acteur du groupe Les Charlots,frère du producteur Christian Fechner.
- 4 mars : Jan Garbarek, Saxophoniste norvégien de jazz.
- 25 mars : Elton John, chanteur pop britannique.
- 29 mars : Bobby Kimball, chanteur actuel du groupe de rock Toto.
- 7 avril : Michelle Torr, chanteuse française.
- 15 avril : Woolly Wolstenholme, claviériste, compositeur britannique, membre fondateur du groupe Barclay James Harvest († 13 décembre 2010).
- 21 avril : Iggy Pop, chanteur américain.
- 11 mai : Ringo, chanteur français.
- 1er juin : Ron Wood, musicien, bassiste du Jeff Beck Group et guitariste des Faces, il rejoint les Rolling Stones en 1975.
- 5 juin : Laurie Anderson, artiste et musicienne américaine.
- 19 juillet : Brian May, guitariste et auteur-compositeur du groupe Queen.
- 12 août : Amedeo Minghi, compositeur italien.
- 30 août : Márcio Greyck, chanteur, guitariste et musicien brésilien.
- 26 septembre : Philippe Lavil, chanteur français.
- 30 septembre : Marc Bolan, auteur, compositeur, interprète, chanteur britannique, guitariste et leader du groupe  T. Rex, († 16 septembre 1977).
- 4 octobre : Julien Clerc, chanteur français.
- 9 octobre : France Gall, chanteuse française († 7 janvier 2018).
- 10 octobre : Christian Dingler, chanteur et compositeur français.
- 28 novembre : Michel Berger, auteur-compositeur-interprète français († 2 août 1992).
- 1er décembre : Alain Bashung, poète, auteur-compositeur, et comédien français d'origines bretonne et algérienne († 14 mars 2009).
- Bari Alibasov, musicien russe.